# Zaccaria Valaresso
Zaccaria Valaresso, né le 8 juin 1686 à Venise et mort dans cette même ville le 23 mars 1769, est un poète italien du XVIIIe siècle.

## Biographie
Zaccaria Valaresso naquit à Venise le 8 juin 1686, d’une famille patricienne, et mourut le 23 mars 1769. 
En 1724 Valaresso publia  Il Rutzvanscad il Giovane, arcisopratragichissima tragedia di Cattuffio Panchiano, une parodie de l’Ulisse il giovane de l'abbé Domenico Lazzarini et de la Mérope de Scipione Maffei. Elle fut réimprimée avec l’Ulisse il giovane dans les Observations sur la comédie, Paris, 1736 ; dans le Nuovo teatro italiano, Venise, 1743 ; dans le Parnasso italiano, Venise, 1791, t. 50, p. 209. Cette composition, pleine de gaieté et de verve satirique, eut un grand succès. On en a souvent cité le dénouement, qui est en effet assez remarquable. Comme la scène reste vide, le souffleur sort de son trou, et, tenant le cahier d’une main et un rat-de-cave de l’autre, il débite les vers suivants :

« Uditori, m’accorgo ch’aspettate
Che nuova della pugna alcun vi porti,
Ma l’aspettate in van : son tutti morti. »

Une troupe de comédiens, voulant rendre la catastrophe encore plus complète, fit tomber la toile sur la tête du souffleur et l’assomma.